# Haldia
Haldia är en ort i Indien.   Den ligger i distriktet Purba Medinipur och delstaten Västbengalen, i den östra delen av landet, 1 300 km sydost om huvudstaden New Delhi. Haldia ligger 6 meter över havet och antalet invånare är 170 695.
Terrängen runt Haldia är mycket platt. Havet är nära Haldia åt sydost.  Haldia är det största samhället i trakten. Trakten runt Haldia består till största delen av jordbruksmark.